# Prva sudanska državljanska vojna
Prva sudanska civilna vojna (znana tudi kot upor Anyanya ali Anyanya I, po imenu upornikov, v jeziku Madi pomeni 'kačji strup', je bil spor od leta 1955 do leta 1972 med severnim delom (Sudan) in regijo Južni Sudan, ki je zahtevala večjo moč in večjo lokalno avtonomijo. V 17 letih je umrlo več kot milijon ljudi, sama vojna pa se je dogajala v več stopnjah: gverilsko vojskovanje, nastanek uporniškega gibanja Anyanya, politični spori v vladi in tvorbi Južnosudanskega osvobodilnega gibanja.
Mirovni sporazum je za kratek čas prekinil bojevanje v prvi sudanski državljanski vojni a je naslavljal probleme navedene s strani Južnega Sudana le v nekaterih delih. Sporazum je bil neuspešen, saj so upori ponovno izbruhnili in se sprevrgli v drugo sudansko državljansko vojno (1983-2005). 

## Ozadje

### Kolonialno obdobje
Vlada Velike Britanije in Kraljestvo Egipt sta do leta 1956 načrtovali Sudan kot ločeni regiji Severni in Južni Sudan (v smislu politične ureditve - sovladje). Zaradi pritiska elit iz severa sta bili državi združeni v skupno državo. 
To dejanje je bilo sprejeto brez posvetovanja z manjšinskimi južnjaškimi voditelji, ki so se bali, da jih bo politična moč severnih elit preglasila v kolonialni politični strukturi. Poleg tega je britanska kolonialna uprava med procesom dekolonizacije favorizirala severne elite in jim podelila večino politične moči med prehodom v neodvisnost.
Potem ko je Sudan leta 1956 postal neodvisen od kolonialne vladavine, so se med postkolonialno obnovo, etične in domače napetosti proti Južnemu Sudanu še stopnjevale. Obstajali so nacionalni pomisleki glede političnih neenakosti, gospodarskega razvoja in nezadostnih institucij, ki so ostali skriti mednarodni skupnosti, a so opustošili Sudan od znotraj. Poleg tega je severna vlada nadomestila pristojnost Medvladnega organa za razvoj (IGAD) z diskriminatornim nasiljem nad južnimi manjšinami pod krinko notranjih pretresov demokratične rasti.

### Perspektiva

#### Sever
Pred izbruhom državljanske vojne so imele elite Severnega Sudana dve neomajni razlagi, kaj je privedlo do njenega izbruha. Mnogi so takšne sovražnosti pripisali ostanku zamer Juga do britanske kolonialne uprave, drugi pa so to videli kot poskus južnjaških upornikov, da bi izzvali njihovo vladajočo vlado. Zato tradicionalne severne elite niso priznale, da bi izražene zamere in naraščajoči upor pripisali njihovemu lastnemu vladanju. Nasprotno, vladajoči razred je vztrajnost konflikta togo povezoval z racionalizacijo južne integracije krščanstva in modernosti.

#### Jug
Nasprotno pa je prebivalstvo Juga videlo, da je izbruh državljanske vojne neizogiben. Po osvoboditvi sudanske regije so bile južne elite nemočne v politiki in uveljavljeni vladi. Južni politiki zaradi minimalnega vpliva in podpore v vladi v Kartumu niso bili sposobni odpraviti krivice proti svojemu prebivalstvu. Niso bili le podvrženi hudemu sovraštvu kot etnična manjšina, temveč tudi kot verska manjšina v državi. Od vzpostavitve britanske kolonialne vladavine so bili južni Sudanci seznanjeni in vključeni v načela zahodne misli. Čeprav v njihovi regiji ni bilo opaznih napredkov, kot sta politična enakost in industrializacija, so koncepte iz krščanstva in zahodnih idealov interpretirali tako, da so jih zlili v svojo kulturo. Zato sta bila poleg njihove omejene zastopanosti v politiki prisila severne vlade in kulturne omejitve pri doseganju napredka kritična dejavnika za izbruh vojne.

## Potek vojne

### Vstaja
18. avgusta 1955 so se člani čete št. 2 Ekvatorskega korpusa Sudanskih obrambnih sil pod britansko upravo uprli v Toritu in v naslednjih dneh v Jubi, Yeiju in Maridiju .  Neposredna vzroka za upor sta bila sojenje južnemu članu nacionalne skupščine in domnevno lažni telegram, ki je pozival severne upravitelje na jugu, naj zatirajo južnjake.  Upori so bili zatrti z napotitvijo številnih vojakov s severa, čeprav so preživeli pobegnili iz mest in začeli neusklajen upor na podeželju. Slabo oboroženi in neorganizirani so bili majhna grožnja odhajajoči kolonialni sili ali novoustanovljeni sudanski vladi. O'Ballance, ki je pisal leta 1977, pravi, da je bilo »obdobje od leta 1955 do 1963 preprosto obdobje gverilskega preživetja, komajda oddaljenega od banditizma, in da je bilo uspešno zaradi približno desetine nekdanjih častnikov in častnikov južne vojske ter manjše število podčastnikov.' 

### Stopnjevanje v vojaško posredovanje
Uporniki so se postopoma razvili v secesionistično gibanje, sestavljeno iz upornikov iz leta 1955 in južnjaških študentov. Te skupine so oblikovale gverilsko vojsko Anyanya . (Anyanya je znana tudi kot Anyanya 1 v primerjavi z Anyanyo 2, ki se je začela z uporom vojaške garnizije v Akobu leta 1974. ) Iz Ekvatorija se je med letoma 1963 in 1969 Anyanya razširila po drugih dveh južnih provincah: Zgornji Nil in Bahr al Ghazal ter močno pritiskala na sposobnost severne vojske za pravilno manevriranje. Vendar so separatistično gibanje ohromile notranje etnične delitve med »nilotsko« in »ekvatorsko« skupino. O'Ballance piše, da je bila ena od štirih pehotnih brigad sudanske vojske od leta 1955 nameščena v provinci Equatoria in so jo po potrebi občasno okrepili. 
Vendar pa vlada ni mogla izkoristiti slabosti upornikov zaradi njihovega lastnega frakcionizma in nestabilnosti. Prvo neodvisno sudansko vlado, ki jo je vodil premier Ismail al-Azhari, je hitro zamenjala koalicija različnih konservativnih sil, ki je bila v zastoju in je bila leta 1958 strmoglavljena z državnim udarom načelnika štaba brigadirja Ibrahima Abbouda 

### Protesti oktobra 1964
Narasla je zamera do vojaške vlade. Zvečer 20. oktobra 1964 je napad varnostnih sil na seminar o "problemu južnega Sudana" na univerzi v Kartumu sprožil proteste po vsej državi in splošno stavko. Abboud je popustil množičnemu obsegu državljanske nepokorščine z ustanovitvijo začasne vlade oktobra 1964. Ti dogodki so postali splošno znani kot "oktobrska revolucija" v Sudanu ali " oktobrska revolucija 1964 ". 
Ti protesti so vključevali prvi nastop muslimana Hassana al-Turabija, ki je bil takrat študentski vodja. Med letoma 1966 in 1969 se je vrsta administracij, v katerih so prevladovali islamisti, izkazala za nesposobne spoprijeti z različnimi etničnimi, gospodarskimi in konfliktnimi težavami, ki so prizadele državo. Po drugem vojaškem udaru 25. maja 1969 je polkovnik Gaafar Nimeiry postal premier in nemudoma prepovedal politične stranke. Tudi v tem času so uporniki Anyanya izkoristili nestabilne razmere, ki so jim omogočile, da so poslali svoje voditelje in nadaljevali svoje operacije v tujini. Po Nimeiryjevem državnem udaru je ugandski predsednik Milton Obote odredil konec vse pomoči Anyanyi.

### Politični pretresi
Notranji spopadi med marksističnimi in ostalimi frakcijami v vladajočem vojaškem razredu so privedli do novega državnega udara julija 1971 in kratkotrajne uprave sudanske komunistične partije, preden so protikomunistične frakcije Nimeiryju vrnile nadzor nad državo. Istega leta so nemškega državljana Rolfa Steinerja, ki je tajno svetoval upornikom, prijeli v Kampali v Ugandi in deportirali v Kartum, kjer so mu sodili zaradi protivladnih dejavnosti. Prvotno obsojen na smrt, je moral tri leta v zaporu, preden so ga izpustili po pritisku zahodnonemške vlade. Po drugi strani pa so južni politiki poskušali pridobiti več političnega nadzora in na jugu začasno vzpostavili več začasnih vlad. Upali so, da bodo uporabili diplomatska sredstva za dosego avtonomije in ločitve, vendar so bili zaradi svojega političnega frakcionaštva neučinkoviti v primerjavi z uporniki Anyanya.

### Južna fronta
Jug je najprej vodil pokojni voditelj Aggrey Jaden ; leta 1969 je zaradi notranjepolitičnih sporov izstopil iz gibanja. Istega leta je bil Gordon Muortat Mayen soglasno izvoljen za novega voditelja Juga. Južni Sudan je v tem času spremenil svoje ime v republiko Nil in nadaljeval vojno proti Kartumu, vendar nekatere enote nekdanjega voditelja Jadena niso sprejele voditelja Dinka in so se borile proti Anyanya. Leta 1971 je nekdanji vojaški poročnik Joseph Lagu izvedel uspešen državni udar proti Gordonu Muortatu s pomočjo Izraela, ki mu je obljubil podporo. Pri tem je prebeglemu ekvatorskemu poveljniku uspelo združiti te čete gverilskih borcev pod svojim Osvobodilnim gibanjem Južnega Sudana (SSLM). To je bilo prvič v zgodovini vojskovanja, da je imelo separatistično gibanje enotno poveljniško strukturo s skupnim ciljem odcepitve in izgradnje neodvisne države. Bila je tudi prva organizacija, ki je lahko trdila, da govori za in se pogaja v imenu celotnega juga, ko se bo vojna končala. Posredovanje med Svetovnim svetom cerkva (WCC) in Vseafriško konferenco cerkva (AACC), ki sta oba več let gradila zaupanje med obema borcema, je na koncu pripeljalo do sporazuma iz Adis Abebe marca 1972, ki je pomenil konec konflikt.

## Posledice in vplivi
Od začetka njihove neodvisnosti do sporazuma iz Adis Abebe je bilo ubitih petsto tisoč ljudi, med katerimi je le vsak peti veljal za oboroženega borca, medtem ko jih je bilo več sto tisoč drugih prisiljeni zapustiti svoje domove. Etiopski cesar Haile Selassie je upošteval sporazum iz Adis Abebe, ki je privedel do ustanovitve regionalne avtonomije za Južni Sudan. Znana bi bila kot južna regionalna vlada in bi imela institucije, kot sta regionalna skupščina in izvršni svetovalec, ki bi služili kot njihova zakonodajna in izvršilna veja.
Kratek premor miru je za Sudan postal razmeroma mirno in cvetoče obdobje. S sporazumom je bilo mogoče obravnavati nekatere kritične zamere, ki jih ima Južni Sudan do vlade v Kartumu. Takojšnje priznanje regije kot suverenosti in vzpostavitev ključnih političnih institucij je bilo le nekaj primerov pomembnejših dogodkov. Poleg tega je bila ustanovljena nova ustava in Južni Sudan so vodili lokalizirani organi kazenskega pregona kot organi severne vlade. Kljub tem izboljšavam je prišlo do preprečevanja zmožnosti Juga, da bi imel lastno vojsko in ostal avtonomen samo pod režimom Severnega Sudana.
Zato se je izkazalo, da je bil sporazum le začasen oddih brez dokončnega načina ohranjanja miru za Južni Sudan. Kršitve s severa so povečale družbene nemire na jugu sredi sedemdesetih let prejšnjega stoletja, kar je privedlo do vojaškega upora leta 1983, ki je sprožil drugo sudansko državljansko vojno, ki je trajala skoraj 22 let in je prispevala k popolni neodvisnosti Južnega Sudana.